# 荷西·曼努·高路斯·奧羅斯科
荷西·曼努·高路斯·奧羅斯科（西班牙語：José Manuel Cruz Orozco，1988年8月10日—），生於西班牙科爾多瓦，西班牙足球運動員，司職中堅，出身於西甲球會皇家馬德里，現時效力西班牙足球乙二級聯賽球會費羅爾競賽會。

## 球員生涯
高路斯生於西班牙科爾多瓦，於2004年在皇家馬德里青年軍出身，在2008至2010年効力皇家馬德里C隊，其後轉投希杭B隊、盧塞納及皇家哈恩等球會，而他一直在西班牙乙組聯賽打滾，合共上陣204場取得16個入球，於2015年8月6日加盟香港超級聯賽球會元朗，於熱身賽中擊敗大埔中更以一記後場笠射入球深得隊友和教練馮凱文讚賞，在2015年9月27日以2–3不敵夢想駿其的聯賽取得加盟後的首個入球，不過高路斯在同年12月20日對東方的菁英盃分組賽於88分鐘在毫無壓力情況下大腳解圍竟然射入自己球門導致元朗以1–3落敗，直到2016年1月29日離隊並重返西班牙轉投艾美利亞B隊。 在2016年7月加盟費羅爾競賽會。

## 外部連結
- 香港足球總會網頁球員註冊資料 （页面存档备份，存于）